# Matthieu de Westminster
Matthieu de Westminster est le nom donné au chroniqueur imaginaire d'une célèbre chronique anglaise, les Flores Historiarum. Le quiproquo sur ce personnage fictif vient du titre d'un manuscrit assez tardif de cette histoire (Cotton, Claudius, E, 8) qui donne ce travail comme « liber qui Flores Historiarum intitulatur secundum Matthaeum monachum Westmonasteriensem ». 
Il semble qu'on doive cela à la maladresse de quelque copiste qui, se rendant compte que la dernière partie de la chronique avait été écrite à Westminster alors que la plus grande partie suivait l'histoire de Matthieu Paris, en a conclu que Matthieu était lui-même un moine de Westminster. Les Flores Historiarum sous leur forme la plus étendue vont de la Création à 1326, mais de nombreux manuscrits s'arrêtent à 1306. À partir de 1259, où Matthieu Paris a arrêté d'écrire, elles possèdent une valeur historique considérable. 
La compilation de 1259-1265 a été faite à Saint-Albans. Celle de 1265-1325 comporte des preuves manifestes que les différents auteurs qui y ont contribué ont vécu à Westminster. La chronique a été imprimée pour la première fois par l'archevêque Parker en 1567 et a été attribuée par lui, à la suite de Bale et Josselin, à « Matthieu de Westminster ». 
Elle a été rééditée par Luard pour la Rolls Series en 1890 avec une introduction contenant les recherches les plus poussées sur la genèse de l'œuvre.